# Axel Foley

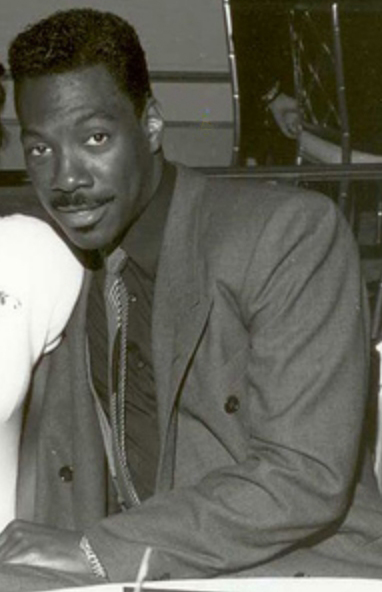
Eddie Murphy em 1988

O detetive Alexander James "Axel" Foley é um personagem fictício, interpretado pelo ator e comediante Eddie Murphy e protagonista da franquia Beverly Hills Cop (no Brasil: Um Tira da Pesada; em Portugal: O Caça Polícias), iniciada em 1984.
Ele está classificado como nº 55 nas listas de 2008 e 2020 da revista Empire dos 100 Maiores Personagens do Cinema. O ator Sylvester Stallone foi originalmente escalado para interpreta-lo.

## Biografia
Alexander James[carece de fontes?] "Axel" Foley é um detetive de polícia, natural de Detroit (Michigan). Ele nasceu em 25 de agosto de 1957[carece de fontes?], embora seus familiares ou informações mais precisas sobre seu passado sejam desconhecidas até o momento. Axel cresceu em meio a marginalidade das ruas de Detroit e foi um "jovem difícil" segundo ele mesmo, tendo cometido alguns pequenos delitos em sua adolescência. Devido a isso, ele tem profundo conhecimento sobre como funciona a mente de um criminoso, algo que o motivou a ingressar no Departamento de Polícia de Detroit ao completar maioridade.
Axel é um policial ágil, habilidoso e bom de lábia, embora seja teimoso, imprudente e não se importe em causar estragos pelas ruas de Detroit afim de resolver seus casos. Devido a isso, seu relacionamento com seu superior, o Inspetor Todd Douglas, é extremamente problemático e Axel vive sendo suspenso, o que não o impede de continuar suas investigações. Ele já foi preso várias vezes e ameaçado de perder seu cargo, o que nunca chegou a acontecer, já que aa deduções de Axel sobre determinado caso sempre estavam certas.
Axel também é conhecido pelo seu lado bem humorado, extrovertido e extremamente amoroso com seus amigos ou conhecidos. Ele também já se mostrou hedonista em algumas situações.
O primeiro contato de Axel Foley com Beverly Hills, Califórnia, foi para descobrir o assassino de seu amigo de infância, Mike Tandino (embora estivesse proibido de investigar o caso devido sua relação com a vítima). Axel tornou-se amigo dos policiais Billy Rosewood e John Taggart, que inicialmente foram cotados para vigiarem seus passos na cidade. Deste então Axel passou a visitar a cidade anualmente, seja em férias ou para investigar algum caso que envolva algum amigo seu.
Em algum momento da década de 1990 (provavelmente em 1992), Axel teve um relacionamento com uma mulher de sobrenome Saunders, com quem teve uma filha, a advogada criminalista Jenny Saunders. Quando ela ainda era pequena, Axel enviou as duas para Los Angeles, pois uma máfia local de Detroit estava ameaçando sua família. Devido a isso, Axel se divorciou e acabou se distanciando da filha.

## Beverly Hills Cop
Axel Foley, um astuto policial de Detroit, recebe a visita de um amigo, Mikey Tandino. Porém Mikey é assassinado no apartamento de Axel. Axel vai até Los Angeles para investigar uma galeria de arte suspeita onde seu amigo morto trabalhava.

## Beverly Hills Cop II
Axel Foley (Eddie Murphy) volta a Beverly Hills para investigar um esquema de falsificação de cartões de crédito. Ele interrompe essas investigações para resolver outro caso, o chamado "Crimes do Alfabeto".

## Beverly Hills Cop III
O policial Axel Foley (Eddie Murphy) retorna novamente a Beverly Hills para achar o assassino de seu chefe. Ele e seu parceiro de profissão, Billy Rosewood (Judge Reinhold) passam a descobrir uma série de atividades ilegais envolvendo um parque de diversões.

## Beverly Hills Cop: Axel Foley
Foley voltou para Beverly Hills depois que a vida de sua filha Jane foi ameaçada. Ela e Foley se unem ao ex-namorado e aos antigos amigos dele, John Taggart e Billy Rosewood, para descobrir uma conspiração.

## Vestuário
A arma de assinatura de Foley é uma pistola Browning Hi-Power de 9 mm, que ele carrega em todos os três filmes. Ele usa uma jaqueta do seu time de coração Detroit Lions com o número 67 nos filmes.

## Recepção
O primeiro filme foi um grande sucesso de crítica. O agregador de críticas Metacritic atribuiu ao mesmo uma pontuação 64/100 (64 pontos de um total de 100 possíveis). No site IMDb os usuários atribuem uma nota 7,3/10 para o filme. Recebeu uma indicação ao Oscar de melhor roteiro original. Arrecadou 234 milhões de dólares em bilheteria, mas não teve seu orçamento divulgado. O segundo filme teve uma pontuação de 48/100 no Metacritic e recebeu nota 6,5/10 dos usuários do IMDb. Foi indicado ao Oscar de melhor canção original. Arrecadou 153 milhões de dólares em bilheteria, e também não teve seu orçamento divulgado.
O terceiro filme recebeu muitas críticas negativas, tendo uma pontuação 16/100 no Metacritic e recebeu uma nota 5,5/10 dos usuários do IMDb. Foi indicado ao prêmio Framboesa de Ouro de "pior sequência" e "pior diretor". Entretanto, mesmo com péssimas críticas o filme arrecadou 119 milhões de dólares em bilheteria, contra um orçamento de 50 milhões de dólares.